# Osorno
Osorno é uma comuna e cidade do sul do Chile. Localiza-se na Província de Osorno, na Região de Los Lagos. Com 32,4 quilômetros quadrados, segundo o censo de 2017, havia 147 826.

## Esportes
A cidade de Osorno possui um clube no Campeonato Chileno de Futebol, o Club Deportivo Provincial Osorno que joga de mandante no Estádio Municipal Rubén Marcos Peralta.[carece de fontes?] Outro clube foi o Club Deportivo Rahue.